# 加西姆村

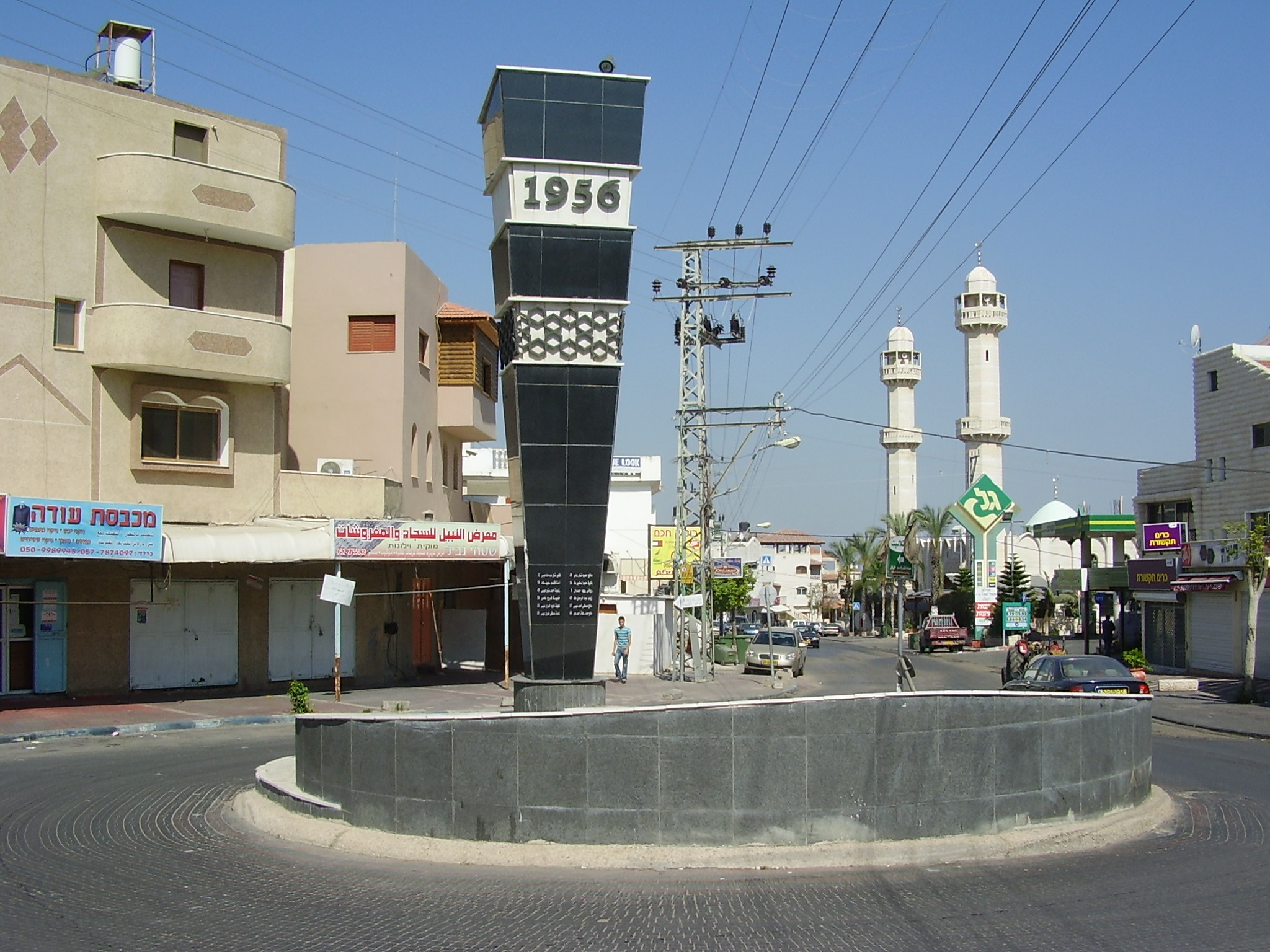

加西姆村是以色列的城市，位於該國中部，由中央區負責管轄，始建於十七世紀，面積9.154平方公里，海拔高度116米，2007年人口18,700。

## 外部連結
- Kufur-Kassem home page（页面存档备份，存于）
- Kufur-Kassem official home page
- the village location
- Material in English
- Material in Hebrew כפר קאסם בעברית